# Wolfgang Reitherman
Wolfgang „Woolie“ Reitherman (gebürtig Wolfgang Reithermann; * 26. Juni 1909 in München; † 22. Mai 1985 in Burbank, Kalifornien) war ein deutschamerikanischer Regisseur und Trickfilmzeichner. Er war von 1934 bis 1981 Trickfilmzeichner und Regisseur in zahlreichen Disney-Filmen.

## Leben
Die Familie wanderte mit dem in München geborenen Wolfgang noch während seiner Kindheit nach Amerika aus, wo er zunächst in Kansas City und später in Sierra Madre (Kalifornien) aufwuchs. Fasziniert von der Fliegerei arbeitete Reitherman nach seiner Schulbildung am Pasadena Junior College kurzzeitig als technischer Zeichner bei der Douglas Aircraft Company, bevor er seine Karrierepläne änderte und bis 1933 am Chouinard Art Institute in Los Angeles studierte.
Über einen Studienfreund gelangte Reitherman zur Produktionsfirma von Walt Disney. Von 1934 bis zu seinem Ruhestand 1981 arbeitete Reitherman als Zeichner und Regisseur für Disney. Von Beginn an war er an Disneys abendfüllenden Produktionen beteiligt, später auch bei der Animationsregie.
Während des Zweiten Weltkriegs diente er in den United States Army Air Forces, wo er als Transportflieger unter anderem in Afrika, Indien, China und im Südpazifik zum Einsatz kam. Für seine Leistungen wurde Reitherman mit dem Distinguished Flying Cross ausgezeichnet und bekleidete zuletzt den Rang eines Majors.
Nach dem Krieg ging er zurück in die Disney Studios. Walt Disney selbst zählte ihn zu seinen Nine Old Men – seinen neun engsten Mitarbeitern. Seit den 1950er Jahren drehte er die abendfüllenden Disney-Zeichentrickfilme eigenverantwortlich. Nach Walt Disneys Tod 1966 produzierte er seine Filme selbst. Für seine Produktion des Kurzfilms Winnie Puuh und Tigger dazu wurde er 1975 für den Oscar nominiert. 1985 gewann er den Motion Picture Screen Cartoonists Awards.
Nach fast 50 Jahren verließ er 1981 den Konzern, um sich zur Ruhe zu setzen. Mit seiner Frau Janie McMillan hatte er drei Söhne, Bruce, Robert und Richard. Robert und Richard bekamen eine Sprechrolle im Film Die Hexe und der Zauberer, der spätere Kameramann und Regisseur Bruce Reitherman sprach Mogli im Dschungelbuch und Christopher Robin in Die vielen Abenteuer von Winnie Puuh.
1985 starb Reitherman bei einem Autounfall. 1989 erhielt er post mortem die Auszeichnung Disney Legend. Sein deutscher Vorname wurde anglisiert in „Woolie“, mit dem er auch in Disneys Filmen im Abspann genannt wurde, ebenso sein Nachname, bei dem das zweite „n“ am Ende weggelassen wurde.

## Filmografie
Reitherman führte Regie bei folgenden Filmen:
- 1957: The Truth About Mother Goose (Kurzfilm)
- 1960: Goliath II (Kurzfilm)
- 1961: 101 Dalmatiner (One Hundred and One Dalmatians)
- 1961: Der Freizeitkapitän (Aquamania)
- 1963: Die Hexe und der Zauberer (The Sword in the Stone)
- 1967: Das Dschungelbuch (The Jungle Book)
- 1968: Winnie Puuh und das Hundewetter (Winnie the Pooh and the Blustery Day)
- 1970: Aristocats (The Aristocats)
- 1973: Robin Hood
- 1977: Die vielen Abenteuer von Winnie Puuh (The Many Adventures of Winnie the Pooh)
- 1977: Bernard und Bianca (The Rescuers)

Als Zeichner war er bei zahlreichen weiteren Filmen tätig.